# Louis Tromelin
Louis-François-Marie-de Nicolas Le Goarant Tromelin (* 11. Januar 1786 in Gourin, heutiges Département Morbihan; † 1867) war ein Kapitän der französischen Marine, der durch politische und militärische Missionen im Pazifischen Ozean bekannt wurde und als Entdecker einiger Inseln gilt.

## Leben
Tromelin trat im Jahr 1800 der Marine bei und diente auf verschiedenen Schiffen während der Napoleonischen Kriege. 1826 erhielt er das Kommando über die Korvette Bayonnaise und segelte ab 21. Dezember dieses Jahres von Toulon über die Inseln von Hawaii nach Südamerika. Unterwegs besuchte er weitere Pazifikinseln und kehrte am 19. März 1829 wieder nach Toulon zurück. Während dieser Reise soll er die Phoenix-Insel Rawaki und eventuell auch die Karolinen-Insel Fais entdeckt haben, wobei für erstere in der Regel John Palmer, Kapitän der Phoenix, für letztere auch bereits Francisco de Castro im 16. Jahrhundert genannt wird. Außerdem wird ihm die Erforschung von Vanikoro zugeschrieben.
| Personendaten    | Personendaten                                        |
| ---------------- | ---------------------------------------------------- |
| NAME             | Tromelin, Louis                                      |
| ALTERNATIVNAMEN  | Tromelin, Louis-François-Marie-de Nicolas Le Goarant |
| KURZBESCHREIBUNG | französischer Marine-Kapitän                         |
| GEBURTSDATUM     | 11. Januar 1786                                      |
| GEBURTSORT       | Gourin                                               |
| STERBEDATUM      | 1867                                                 |